# Хошайд
Хошайд (люкс. Houschent, фр. Hoscheid) — коммуна в Люксембурге, располагается в округе Дикирх. Коммуна Хошайд является частью кантона Дикирх. В коммуне находится одноимённый населённый пункт.
Население составляет 568 человек (на 2008 год), в коммуне располагаются 225 домашних хозяйств. Занимает площадь 10,42 км² (по занимаемой площади 105 место из 116 коммун). Наивысшая точка коммуны над уровнем моря составляет 525 м. (13 место из 116 коммун), наименьшая 227 м. (43 место из 116 коммун).

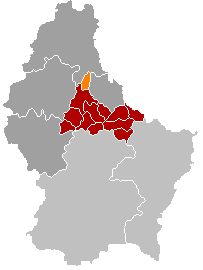
Оранжевый цвет - коммуна Хошайд, красный - кантон Дикирх.